# Corodini
Corodini, alias Göndör Miklós (Budapest, 1892. augusztus 31. – Budapest, 1955. augusztus 21.) artista, bűvész. Kellér Zsigmond vándorcirkuszánál volt akrobata. 1920-ban Budapesten, a Fővárosi Orfeumból indult el karrierje. Főképpen külföldön szerepelt, a legnépszerűbb bűvészek egyike volt. 1941-től itthon dolgozott. Jelenleg Budapesten működik a róla elnevezett Corodini Bűvészklub és az évente megrendezett Corodini-bűvészverseny.

## Élete
Egyszerű szülők gyermekeként született. Apja konfliskocsis volt.
Kellér Zsigmond vándorcirkuszánál akrobataként kezdte pályáját, majd bűvész lett. 1920-ban a Fővárosi Orfeumból indult el karrierje. 1922-ben már feleségével együtt dolgozott, minden apparátus nélkül, kizárólag rendkívüli kézügyességgel. Kártya, bankjegy tűnt és varázsolódott el boszorkányos kezeiben, és mindezt humorosan tette. A közönség nemcsak megcsodálta az érthetetlennek látszó mutatványokat, de meg is kacagta nagyszerű humorát. A háború előtt a művészpár többek között Bécsben a Schumann cirkuszban, Karlsbadban, Jugoszláviában és Csehországban lépett fel, bejárták Magyarország minden nagyobb városát, mindenhol sikert és elismerést aratva. Kínától Amerikáig mutatták meg művészetüket, csaknem az egész világot bejárták. Munkája, produkciói pontosan kidolgozottak, begyakorlottak voltak.
1941-től itthon dolgoztak. 1955. augusztus 21-én ragadta el a halál a világ egyik legnagyobb elismert magyar bűvészét.
A nagy művész tudásának ma is olvasható bizonyítéka, hogy a Bartl-féle bűvészkönyvben számos trükk leírása alatt olvasható: von Corodini. Nevét viseli a legtekintélyesebb magyar bűvészegyesület: a Corodini Országos Bűvész Egyesület, melyet tanítványa, Gálházi István alapított.

## Korabeli újsághírek turnéjáról
Göndör Miklós, Corodini, magyar bűvész, ki az utóbbi években állandóan Bécsben tartózkodott, s legutóbb június hóban a Beketow Cirkusz műsorán szerepelt, betársult egy utazócirkusz vállalathoz, mely júliusban Csillaghegy fürdőn tartott előadásokat, igen kedvezőtlen körülmények között.
Corodini befejezte szerződését a Beketow Cirkuszban, ahol az ernyőtrükköt, pénzt a citromban, s az ujjainak összeköttetését adta elő. Távozását Courton váltotta fel, kit igen jól ismerünk szép számáról, amit Talerno néven dolgozott le a Nyári Orfeum két év előtti szezonjában. Most a tejeskannatrükkel lép fel.
Corodini, Göndör Miklós a Beketow Cirkusztól megvált, és önálló estéket tartva utazik az országban. Első állomása Székesfehérvár volt, ahol elég gyenge anyagi eredménnyel kellett megelégednie. Műsora a Dürer-féle hagyaték egyik-másik darabjával bővült.
Öles plakátok hirdették Alfredo Oliver illuzionistának mágikus revue-jét, mellyel a Budai Színkörben néhány estén keresztül fellépett. Oliver sikereinek előmozdítására a magyar Corodini mágussal operált. Amíg Oliver úgyszólván a gombra járó, kézügyességet nem igénylő apparátusokkal dolgozott addig, Corodini mint manipulátor szép sikereket aratott. Igazán kár, hogy nemcsak etűdöket (a fogások kéztechnikai alapja) mutatott be, hanem a produkcióiról a szó teljes értelmében lerántotta a leplet, ami által a közönség megismerkedett a pénzfogás, a biliárdgolyó, cigaretta, la carte tournée, volte stb. elméletével és gyakorlati alkalmazásával. Sikere jobb volt, mint kollégájának, Olivernek, de ez részben a magyar nyelvű előadásának volt köszönhető.
Corodini a külföldről visszatért magyar mágus itthon több szerződést abszolvált, s rövid két hónap alatt a Clarus cukrászda-varietében, az angolparki Alpesi-faluban, Jancsi Arénában, valamint a Jókai téri Kis Komédiában szerepelt. A különben jól leadott műsorának egyik nagy hiányossága, hogy újat tőle sem lehetett látni.

## Corodini produkciói
- A hüvelykujjait összeköttette és így fogta fel karjára a feléje dobott karikákat.
- Bankjegycsere. Két néző közül az egyiknek egy 10 a másiknak egy 5 pengős bankjegyet adott, melyek először helyet cseréltek azután az egyiknek a kezéből a bankjegy eltűnt, viszont a másiknál a két bankjegy volt található. Fűszerezésül és a vidám hangulat kedvéért az egyik néző szájából egy csirkelábat húzott ki.
- Pénzfogás a levegőből pezsgőhűtővel.
- La carte turné
- Biliárdgolyók (chicagói)
- Fantomcső, amelyből gyönyörű selyemkendőket húzott elő
- Cigarettatrükk. Igen hatásos mutatvány, több égő cigarettával, melyeket a szájából eltüntetett és megjelentetett.
- Corodini mágus bekötött szemmel több ismert kártyaexperimentet adott elő.
- Krumpliban a százas (Ezt a mutatványt ő találta ki és nagy szeretettel adta elő haláláig.)
- Forszírozott húzások
- A néző zsebéből kiszedett kártyákat,
- a játszmát a levegőbe dobta és a lehulló lapok közül a nézők által választottat kikapta stb.
- Corodini a közismert gordiuszi csomóval lépett ismét elő. Két zsinórra karikákat és egy kabátot kötött, melyeket a zsinórról leszedett annak megsértése vagy elvágása nélkül.